# Henri Liebaert
Henri Marcel Hector Liebaert (Deinze, 29 novembre 1895 - Rome, 7 avril 1977) est un homme politique libéral belge. 

## Biographie
Avec son frère, il prend en charge les établissements Liebaert, fondés par leur père à Deinze en 1887. Ils fabriquaient des bretelles et des jarretières. En plus de l'usine fortement endommagée et à reconstruire dans le quartier de la gare, une deuxième usine a été construite en 1926-1929 le long de la Gentsesteenweg. Après la Seconde Guerre mondiale, une troisième usine a été ajoutée à Deinze également. L'entreprise familiale est devenue une multinationale dans le secteur de la lingerie.
Liebaert était engagé dans la politique. Il devient l'éditeur du journal gantois francophone La Flandre Libérale. 
En 1939, il est élu représentant libéral du district de Gand et conserve ce mandat jusqu'en 1958. Il a été président du Parti libéral en 1953-1954. 
Liebaert a été ministre : 
- des Affaires économiques dans le gouvernement de Camille Huysmans (août 1946 - mars 1947).
- des Finances dans le gouvernement de Gaston Eyskens (août 1949 - juin 1950).
- des Finances dans le gouvernement d'Achiel Van Acker (avril 1954 - juin 1958), un gouvernement nommé Van Acker-Liebaert.